# Mussoleeni
Mussoleeni è un singolo del rapper italiano Salmo, l'unico estratto dal primo album dal vivo S.A.L.M.O. Documentary e pubblicato il 6 giugno 2014.
Il nome del brano è un gioco di parole del cognome del politico italiano Benito Mussolini.

## Video musicale
Il video è stato reso disponibile il 5 giugno 2014 attraverso il canale YouTube del rapper.

## Tracce
1. Mussoleeni – 2:24

## Classifiche
| Classifica (2014) | Posizione massima |
| ----------------- | ----------------- |
| Italia            | 96                |